# NGC 3138
NGC 3138 este o galaxie spirală situată în constelația Hidra. A fost descoperită în 1886 de către Francis Leavenworth. Se află la o distanță de 145,21 de megaparseci de Pământ.